# Индонезийско-мадагаскарские отношения
Индонезийско-мадагаскарские отношения — двусторонние дипломатические отношения между Индонезией и Мадагаскаром. Государства являются полноправными членами Организации Объединённых Наций (ООН) и Всемирной торговой организации.
Первые контакты между государствами состоялись более тысячи лет назад, когда будущие жители Мадагаскара пересекли Индийский океан с Малайского архипелага ещё в VIII или IX веке нашей эры. У Индонезии есть посольство в Антананариву, а Мадагаскар не имеет посольства в Джакарте. В декабре 2017 года было объявлено, что Мадагаскар откроет посольство в Джакарте в 2018 году, однако по состоянию на 2021 год оно так и не было открыто.

## История
Исторические связи между Малайским архипелагом и Мадагаскаром имели место в эпоху Шривиджая. Предполагается, что жители этого государства являются предками населения Мадагаскара, несмотря на то, что между ними 6600 км. Миграция австронезийских народов на Мадагаскар, по оценкам, произошла примерно в 830 году нашей эры. Согласно недавнему обширному исследованию митохондриальной ДНК, генеалогическое древо коренных малагасийцев может объединять до 30 различных индонезийских предков. Малагасийский язык содержит слова, заимствованные из санскрита, яванского и малайского язык, что указывает на то, что Мадагаскар мог быть колонизирован поселенцами из империи Шривиджая, которая в ту эпоху расширяла свою морскую торговую сеть.
Дипломатические отношения между государствами были официально установлены в 1960-х годах. Однако, только в 2009 году Индонезия открыла посольство в Антананариву, в то время как посольство Мадагаскара в Токио также представляет интересы страны и в Индонезии.

## Визиты на высоком уровне
В ноябре 2008 года президент Мадагаскара Марк Раваломанана посетил Индонезию, где провёл переговоры с президентом Сусило Бамбангом Юдойоно. Это был его второй визит в Индонезию. Ранее (в 2005 году) Марк Раваломанана посетил Индонезию во время празднования годовщины Азиатско-африканской конференции в Бандунге.